# Бойчун Юрій Олександрович
Ю́рій Олекса́ндрович Бойчун (23 серпня 1983 — 15 липня 2014) — молодший лейтенант 72-ї окремої механізованої бригади Збройних сил України, учасник російсько-української війни.

## Життєпис
Народився 23 серпня 1983 року в селі Малютянка. Випускник 2000 року київської школи № 286. Проживав у селі Малютянка Києво-Святошинський район. По тому — заклад вищої освіти; під час навчання закінчив військову кафедру з присвоєнням військового звання молодший лейтенант. Займався підприємництвом.
Взимку 2013—2014 років перебував на Майдані Незалежності в Київєві, активний учасник Революції гідності. Призваний за мобілізацією 25 березня 2014 року. Командир 6-го механізованого взводу, 8-ма механізована рота 3-го механізованого батальйону 72-ї ОМБР.
Загинув 15 липня внаслідок вчиненого терористами обстрілу з реактивних систем Град позицій українських військовиків біля Амвросіївки. Тоді ж полягли Братко Олег Анатолійович, Воробйов Владислав Валентинович та Павлуша Сергій Валерійович.
Похований у селі Писарівка Старокостянтинівського району, звідки родом його батьки.
Без Юрія лишились батьки.

## Вшанування пам'яті
- Староконстянтинівська районна рада присвоїла йому звання почесного громадянина Староконстянтинівського району (посмертно)
- звання «Герой-захисник Вітчизни» Києво-Святошинського району (рішення Києво-Святошинської районної ради від 20.12.2016).
- Школа № 286 міста Києва, у якій навчався Юрій, відкрила на фасаді меморіальну дошку полеглому воїну.
- 14 липня 2017 року в селі Огіївці Старокостянтинівського району, на меморіалі полеглим під час Другої світової війни землякам, відкрито пам'ятну дошку честі Юрія Бойчуна.

## Нагороди
21 жовтня 2014 року — за особисту мужність і героїзм, виявлені у захисті державного суверенітету та територіальної цілісності України, вірність військовій присязі під час російсько-української війни, відзначений — нагороджений орденом Богдана Хмельницького III ступеня (посмертно).